# Le Somail

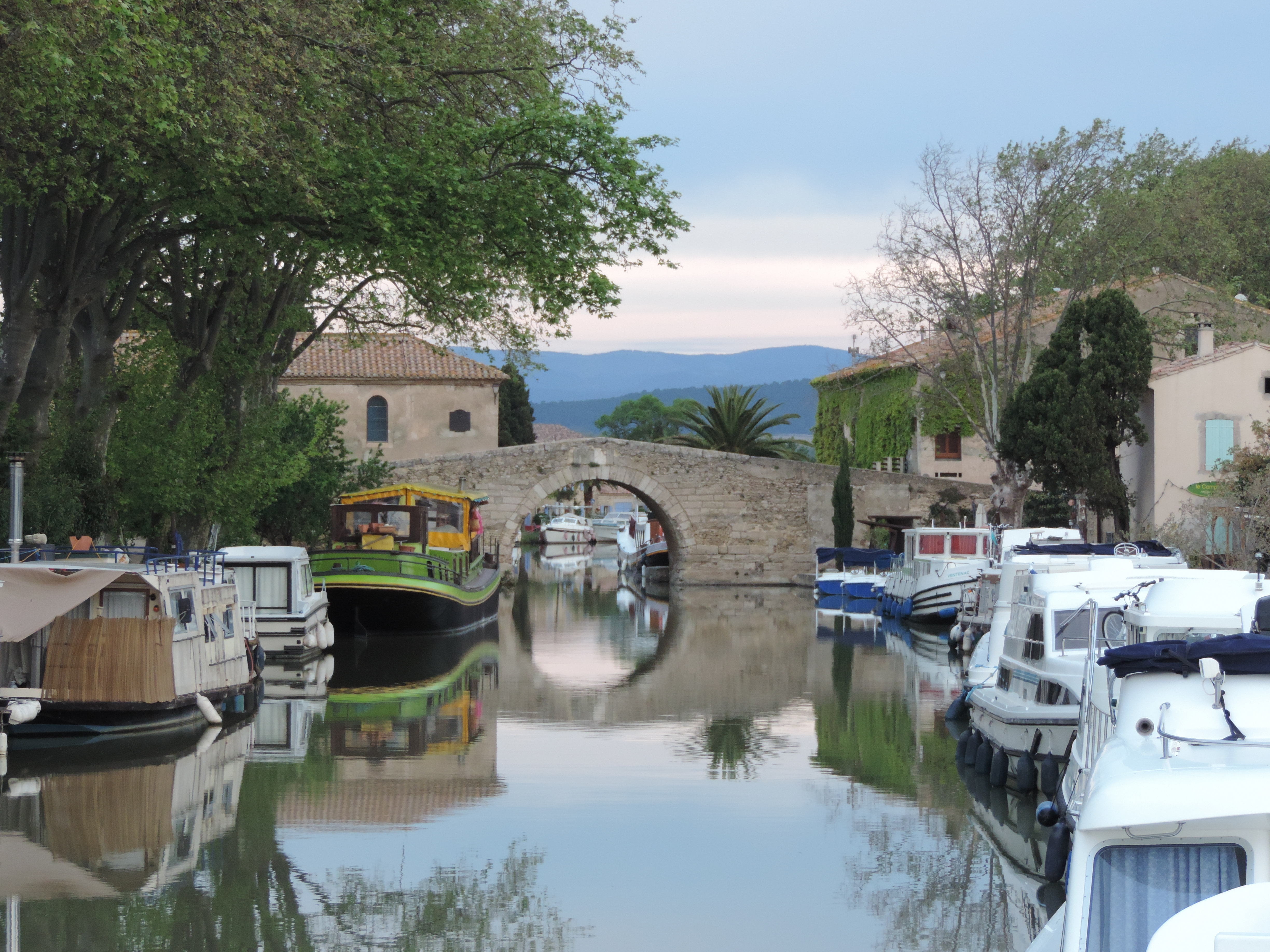
Vue du Somail avec le pont en dos d'âne dit de Riquet, enjambant le canal du Midi.

Le Somail est un hameau français, situé dans le département de l'Aude et la région Occitanie. 
Ses habitants sont appelés les Somaillots.
Ce hameau de près de 500 âmes a la particularité de dépendre de trois communes (Saint-Nazaire-d'Aude, Ginestas, Sallèles-d'Aude) et de Voies navigables de France. 
Il est situé sur deux pays, le Minervois (Saint-Nazaire-d'Aude, Ginestas),  et le Narbonnais (Sallèles-d'Aude). 
Françoise Debois est la présidente du Syndicat intercommunal de gestion du Somail.

## Histoire
Creusé par Pierre-Paul Riquet au XVIIe siècle pour relier l'océan Atlantique à la Méditerranée, le canal du Midi, nommé également canal du Languedoc ou canal de communication des Deux-Mers, traverse le territoire du sud minervois. Le canal est achevé en fin 1682.
Le port du Somail est alors construit comme étape de couchée.
Ce site protégé est inscrit sur la liste du patrimoine mondial.
Divers bâtiments du Somail datent de la construction du canal :
- la chapelle, construite entre 1672 et 1693, recevait non seulement les nautoniers, mais aussi les voyageurs ;
- le pont de pierre en dos d'âne à une arche en plein cintre construit avant 1683 ;
- le bâtiment de l'auberge, en 1684, servait à « la couchée », le Somail étant une étape importante du voyage avec son hôtellerie ;
- les entrepôts ;
- la glacière est la seule restante du Canal. C'est un petit édifice voûté de plan circulaire à deux niveaux séparés par un plancher.

Le pont vieux sur le canal du Midi, l'ancienne glacière, la chapelle, l'ancien bâtiment du garde et l'ancienne auberge sont inscrits monuments historiques par arrêté du 11 août 1998.
Le musée de la Chapellerie du Somail, ouvert en 1991, a fermé en 2013 ; il comportait 6 500 pièces, de plus de 80 pays.

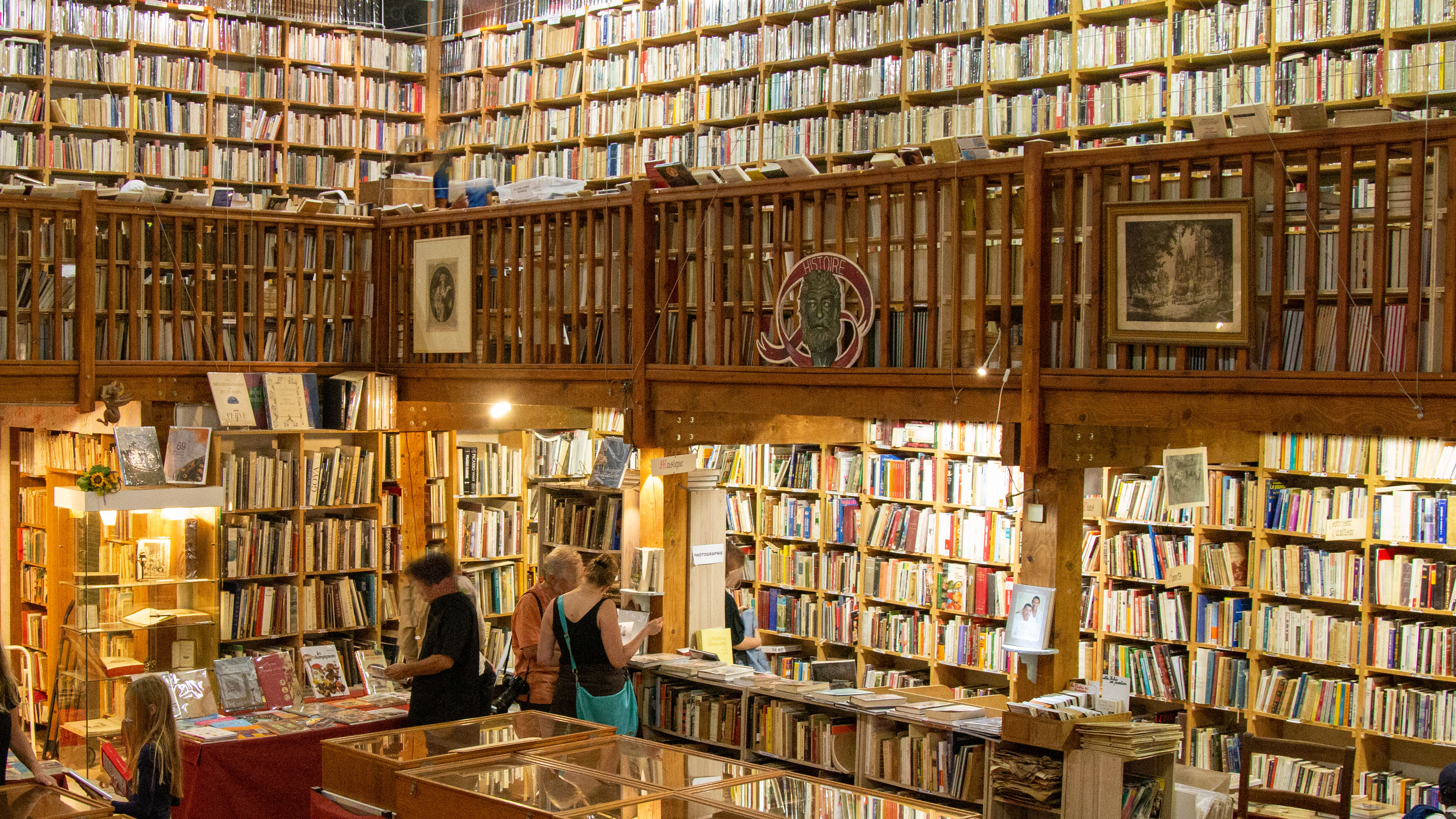
Grande librairie du Somail.